# Championnat de Bonaire de football 2022
Navigation
Édition précédente Édition suivante
La saison 2022 du championnat de Bonaire de football est la dixième édition du Kampionato, le championnat de première division à Bonaire. Les dix meilleures équipes de l'île sont regroupées en une poule unique.
Le Real Rincon est le tenant du titre, après son sacre en 2021. Il conserve son titre en l'emportant 2-1 face au SV Atlétiko Flamingo en finale.

## Les équipes participantes
| \| Rincon : Real Rincon SV Vespo SV Uruguay Kralendijk : SV Estrellas SV Young Boys ASCD Arriba Perú Kralendijk Rincon Vitesse Juventus Tera Korá SV Atlétiko Flamingo La Fama Estrella \| Localisation des équipes engagées. |
| Rincon : Real Rincon SV Vespo SV Uruguay Kralendijk : SV Estrellas SV Young Boys ASCD Arriba Perú Kralendijk Rincon Vitesse Juventus Tera Korá SV Atlétiko Flamingo La Fama Estrella                                          |

| Club                  | Classement 2021 | Ville      | Stade                         |
| --------------------- | --------------- | ---------- | ----------------------------- |
| Real Rincon           | Champion        | Rincon     | Stade Antonio-Trenidat        |
| SV Vespo              | Finaliste       | Rincon     | Stade Antonio-Trenidat        |
| SV Estrellas          | 3e              | Kralendijk | Stade municipal de Kralendijk |
| SV Atlétiko Flamingo  | 4e              | Nikiboko   | Stade Antonio-Trenidat        |
| SV Vitesse            | 5e              | Antriòl    | Stade municipal de Kralendijk |
| SV Young Boys         | 6e              | Kralendijk | Stade municipal de Kralendijk |
| SV Uruguay            | 7e              | Rincon     | Stade Antonio-Trenidat        |
| SV Atlétiko Tera Korá | 8e              | Tera Korá  | Stade municipal de Kralendijk |
| ASCD Arriba Perú      | 9e              | Kralendijk | Stade municipal de Kralendijk |
| SV Juventus           | 10e             | Antriòl    | Stade municipal de Kralendijk |

Légende des couleurs
- Tenant du titre

## Compétition
Le barème utilisé pour établir le classement est le suivant :
- Victoire : 3 points
- Match nul : 1 point
- Défaite : 0 point

### Saison régulière
| Rang | Équipe                | Pts | J | G | N | P | Bp | Bc | Diff |
| ---- | --------------------- | --- | - | - | - | - | -- | -- | ---- |
| 1    | Real Rincon T         | 21  | 9 | 7 | 0 | 2 | 24 | 8  | +16  |
| 2    | SV Atlétiko Flamingo  | 19  | 9 | 6 | 1 | 2 | 20 | 8  | +12  |
| 3    | SV Vitesse            | 19  | 9 | 6 | 1 | 2 | 26 | 19 | +7   |
| 4    | SV Estrellas          | 16  | 9 | 5 | 1 | 3 | 19 | 12 | +7   |
| 5    | SV Vespo              | 14  | 9 | 4 | 2 | 3 | 34 | 13 | +21  |
| 6    | SV Uruguay            | 14  | 9 | 4 | 2 | 3 | 13 | 13 | 0    |
| 7    | SV Young Boys         | 12  | 9 | 3 | 3 | 3 | 13 | 17 | -4   |
| 8    | SV Atlétiko Tera Korá | 11  | 9 | 3 | 2 | 4 | 11 | 18 | -7   |
| 9    | SV Juventus           | 3   | 9 | 1 | 0 | 8 | 7  | 37 | -30  |
| 10   | ASCD Arriba Perú      | 0   | 9 | 0 | 0 | 9 | 9  | 31 | -22  |

|  | Qualification pour le Kaya 6 |
|  | T : Tenant du titre          |

### Kaya 6
| Rang | Équipe               | Pts | J | G | N | P | Bp | Bc | Diff |
| ---- | -------------------- | --- | - | - | - | - | -- | -- | ---- |
| 1    | SV Atlétiko Flamingo | 12  | 5 | 4 | 0 | 1 | 15 | 9  | +6   |
| 2    | Real Rincon T        | 10  | 5 | 3 | 1 | 1 | 16 | 7  | +9   |
| 3    | SV Vitesse           | 7   | 5 | 2 | 1 | 2 | 12 | 11 | +1   |
| 4    | SV Vespo             | 5   | 5 | 1 | 2 | 2 | 8  | 9  | -1   |
| 5    | SV Estrellas         | 4   | 5 | 1 | 1 | 3 | 8  | 12 | -4   |
| 6    | SV Uruguay           | 4   | 5 | 1 | 1 | 3 | 5  | 16 | -11  |

|  | Qualification pour le Kaya 4 |
|  | T : Tenant du titre          |

### Kaya 4
| Rang | Équipe               | Pts | J | G | N | P | Bp | Bc | Diff |
| ---- | -------------------- | --- | - | - | - | - | -- | -- | ---- |
| 1    | Real Rincon T        | 7   | 3 | 2 | 1 | 0 | 8  | 5  | +3   |
| 2    | SV Atlétiko Flamingo | 6   | 3 | 2 | 0 | 1 | 7  | 2  | +5   |
| 3    | SV Vitesse           | 3   | 3 | 1 | 0 | 2 | 3  | 8  | -5   |
| 4    | SV Vespo             | 1   | 3 | 0 | 1 | 2 | 2  | 5  | -3   |

|  | Qualification pour la finale |
|  | T : Tenant du titre          |

### Finale
| 28 octobre 2022 | Real Rincon                           | 2 - 1   | SV Atlétiko Flamingo | Stade municipal de Kralendijk, Kralendijk |  |
|                 | Levi Renjaan 53e · Ayrton Cicilia 81e | (0 - 0) | 66e Rogyaer Anita    |                                           |  |
|                 | Rapport                               |         |                      |                                           |  |

| Vainqueur du Kampionato 2022 Real Rincon 14e titre |

## Statistiques

### Buteurs
Le tableau suivant présente la liste des meilleurs buteurs du championnat.
| Rang | Nom                | Équipe      | Buts |
| 1    | Christopher Isenia | SV Vespo    | 18   |
| 2    | Jhojan Martínez    | SV Vitesse  | 17   |
| 3    | Ayrton Cicilia     | Real Rincon | 13   |

## Bilan de la saison
| Championnat de Bonaire de football 2022 |                         |
| Champion                                | Real Rincon (14e titre) |
| Dauphin                                 | SV Atlétiko Flamingo    |
| Coupes et trophées                      |                         |
| Vainqueur de la Coupe de Bonaire 2022   | SV Vespo                |
| Qualifications continentales            |                         |
| À déterminer                            | À déterminer            |